# Tirant den Vite

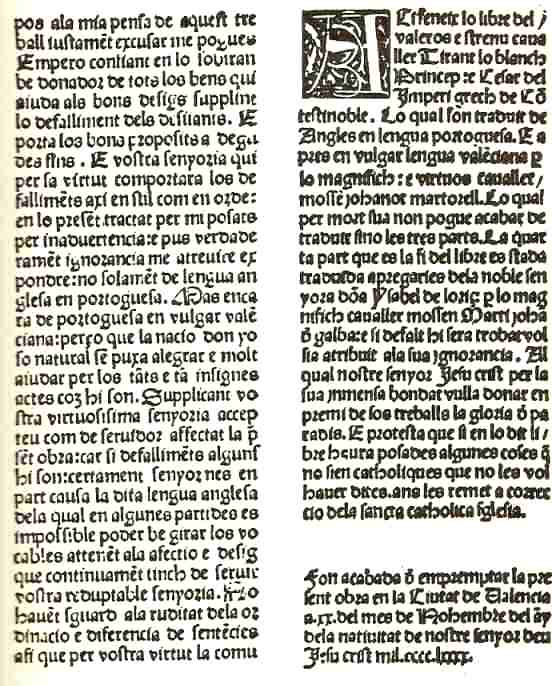
Inledningen till det sista kapitlet av Tirant lo Blanch, tryckt på valencianska 1490.

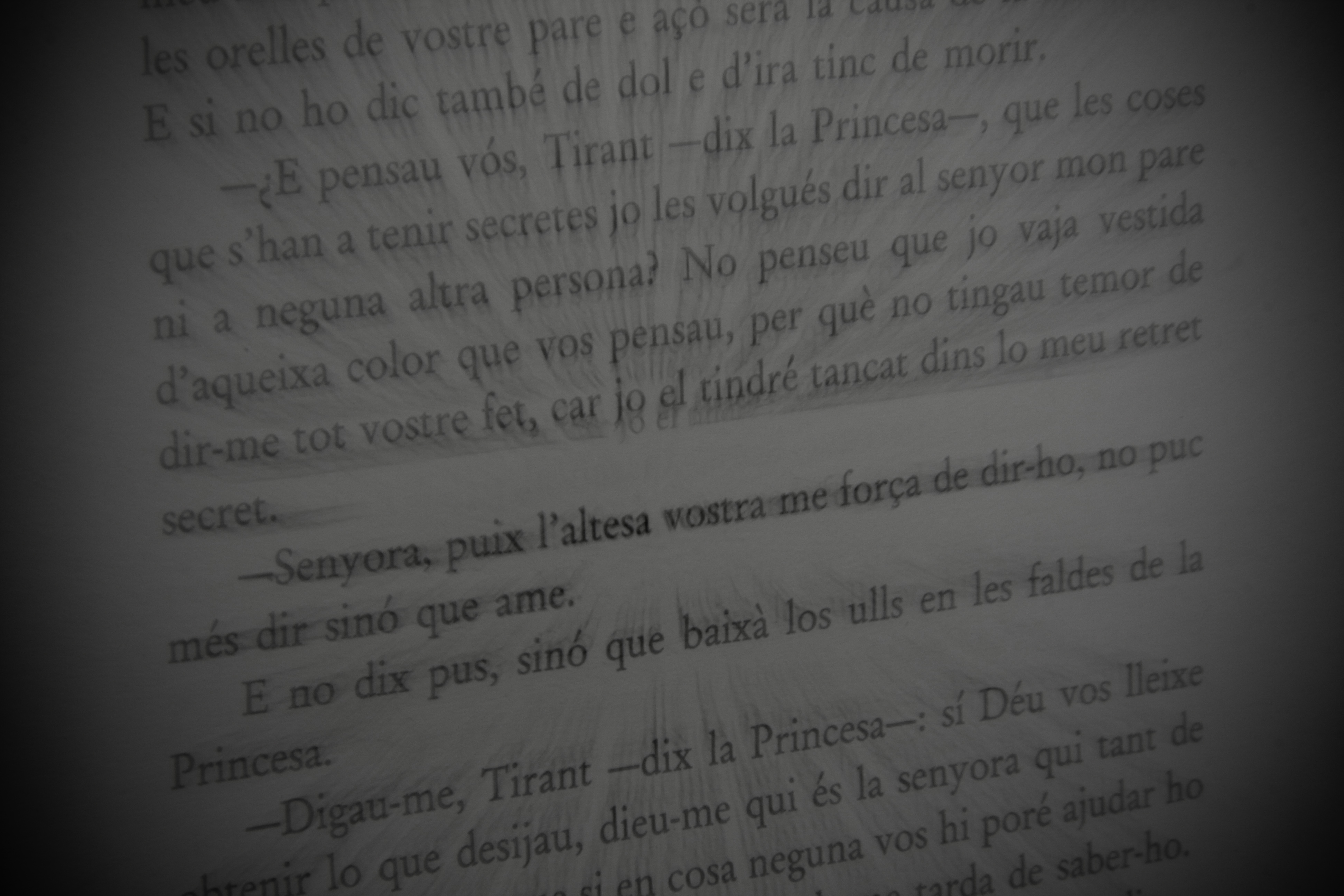
Från en sida ur en modern valenciansk/katalansk utgåva av Tirant lo Blanc. Fotot deltog i en fototävling på universitetet i Valencia.

Tirant den Vite (ursprunglig katalanska: Tirant lo Blanch, idag: Tirant lo Blanc; uttal: tiˈɾand lo ˈβlaŋk) är en riddarroman av den valencianske riddaren Joanot Martorell. Den skrevs troligen åren 1460–1464 och publicerades slutligen 1490 i Valencia i den Aragoniska kronan, 22 år efter upphovsmannens död. "Tirant den Vite" är namnet på romanens huvudfigur. Den är ett av de mest kända verken i den medeltida katalanska litteraturen, och den spelade en viktig roll i utvecklingen av den europeiska romantraditionen genom sin påverkan på Miguel de Cervantes (se Don Quijote).

## Handling
Tirant den Vite berättar historien om den medeltida riddaren Tirant från Bretagne och hans äventyr runt Europa. Han tar del i tornerspel i England och Frankrike, tills kejsaren av Bysantinska riket ber honom hjälpa till i kampen mot det hotande Osmanska riket. Tirant accepterar och görs till "megahertig" (Megas Doux) av det Bysantinska riket och härförare med en egen armé. Han besegrar de turkiska styrkorna och räddar imperiet från undergång. Därefter kämpar han mot turkarna på andra ställen i östra medelhavsområdet och Nordafrika, men han dör just innan han ska gifta sig med den vackra arvtagerskan av det bysantinska riket.

## Stil
Tirant den Vite är en riddarroman på över 1000 sidor. Martorell var själv en riddare med ett antal internationella uppdrag, och historien om riddaren Tirant den Vite och hans bedrifter anses ha ett stort självbiografiskt inslag. Här har också hämtats inspiration från flera av Martorells landsmän och kollegor – bland annat Jaume de Vilaragut som deltog i ett flertal räder och kamper om hamnar i östra Medelhavet. Inslag kom också från tempelriddaren amiral Roger de Flor, som deltog i det sista korståget som ledare för den valencianska, katalanska och aragonska truppkontingenten. I romanen refereras till Konstantinopels sista år som en grekisk huvudstad, innan och runt dess fall 1453.
Jämfört med andra böcker från samma tid, berättas om Tirant den Vites bravader på ett påfallande modernt sätt, med både humor och realism. Tirant den Vite saknar den platoniska och kontemplativa kärleken från mången riddarroman, och huvudfiguren omger sig i stället med andra slag av kärlek och sarkasmer. Här finns gott om mer realistiska beskrivningar av vardagslivet, ofta prosaiska och ibland bittra i tonen. Boken ger en inträngande bild av det medeltida livet, men en svårighet vid läsningen är att det inte framgår vad som är fiktion och vad som är realism.
Konstantinopels fall 1453 var på sin tid något av en chock för det kristna Europa. Genom sin roman gjorde Martorell något av en alternativ historieskrivning, som en föregångare till dagens litterära genre alternativhistoria.

## Produktionshistoria och betydelse
Boken verkar ha skrivits någon gång mellan 1460 och 1464. Den originalpublicerades 1490 i Valencia – 22 år efter Martorells död – och återtrycktes 1497 i Barcelona. Vid hans död 1468 var Martorells text långtifrån tryckfärdig, men manuskriptet togs om hand och renskrevs av Martorells vän och valencianske riddarkollega Martí Joan de Galba. Denne stod för en omfattande bearbetning av den andra halvan av manuskriptet och skrev uppenbarligen till hela kapitel på egen hand. Till slut blev det 487 kapitel om sammanlagt drygt 1000 sidor. de Galba avled själv fem månader innan den färdiga boken kom ut från tryck 1490, i 715 exemplar färdigställda hos den tysk-valencianske tryckaren Nicolau Spindeler.
Under 1500-talet kom boken att översättas till spanska (1511, Valladolid) och italienska (1538, Venedig). 1737 översattes den till franska, och vid det tillfället förfalskade man tryckinformation i boken för att förvilla den franska censuren. Först 1984 kom boken i en engelsk utgåva, tio år före den första svenska. 
Bland annat Miguel de Cervantes har i sitt författande inspirerats av Martorells verk. Tirant den Vite refereras till i Don Quijote, där den omnämns som "världens bästa bok". Den är en av den valencianska/katalanska kulturens mest inflytelserika litterära verk och har alltsedan sent 1800-tal tryckts i minst 16 olika utgåvor (varav ett halvdussin har fått omtryckningar). Minst fem olika digitala utgåvor har också producerats. Alla katalanska/valencianska utgåvor från och med 1969 har tryckts under titeln Tirant lo Blanc, enligt modern ortografi.

### Bearbetningar
Romanen har blivit föremål för andra verk, både på teater, filmduken och på TV. Tirant lo Blanc, en långfilm baserad på boken, hade premiär 2006. Dess handling är baserad på den senare delen av romanen, med händelser som leder fram till Konstantinopel och händelser efter det.

## Svensk utgåva
- Joanot Mortarell, Martí Joan de Galba: Tirant den Vite,  översättning från katalanska av Miguel Ibáñez (Stockholm : Interculture, 1994, 2 vol., 910 s)